# Atemnus strinatii
Atemnus strinatii är en spindeldjursart som beskrevs av Beier 1977. Atemnus strinatii ingår i släktet Atemnus och familjen Atemnidae. Inga underarter finns listade.